# Бідний Діоніс
«Бідний Діоніс» (рум. Sărmanul Dionis, спочатку мав назву — рум. Sermanul Dionisie) — прозовий твір 1872 року, написаний румунським поетом Міхаєм Емінеску, що класифікується як роман, повість, або як сучасна казка. «Бідний Діоніс» — ліберальна інтерпретація сучасної німецької філософії та античних мотивів, що обговорює такі теми, як подорожі в часі та реінкарнація крізь призму посткантівського iдеалізму. Його однойменний головний герой, мрійливий науковець, переміщується між собою у часі та просторі, між своїм жалюгідним домом, попереднім існуванням монахом у Молдавії XV століття та вищим існуванням як небесного Заратуштра.
«Бідний Діоніс» — один із перших і найхарактерніших фантастичних творів у румунській літературі, а також один із останніх романтичних текстів поета. Окрім філософської лексики, оповідання є інтертекстуальною даниною Емінеску засновникам німецького романтизму (Ернст Теодор Амадей Гофман, Новаліс) та сучасної французької літератури (Теофіль Ґотьє). Зачитаний Емінеску при вступі до літературного клубу «Джунімеа», він був відкинутий тогочасними критиками, а дослідники проігнорували його до 1900 року. Потім вона була переоцінена наступними поколіннями, починаючи з румунських символістів, і стала джерелом натхнення як для модерністів, так і для постмодерністів.
Традиційно «Бідний Діоніс» інтригував дослідників своєю культурною складністю, яку обговорювали у зв'язку з ведантою, гностицизмом чи теорією відносності. Прихильне зображення євреїв та юдаїзму також привертає увагу і протиставляється іншим творам Емінеску, які межують з антисемітизмом. Однак різні дослідники розглядають «Бідний Діоніс» переважно як твір суто літературної фантазії.